# Bartholomäus VI. Welser
Bartholomäus VI. Welser der Jüngere (* 26. Oktober 1512; † vermutlich am 17. Mai 1546 in der Nähe des heutigen Cruz de Tara-Tara bei Quíbor, Venezuela) war ein Augsburger Patrizier.
Der Sohn Bartholomäus Welser des Älteren begab sich Mitte 1540 nach Venezuela, um sich einer Expedition des dortigen Gouverneurs Georg Hohermuth von Speyer auf der Suche nach dem legendären Goldland El Dorado anzuschließen. Da Hohermuth von Speyer bei seiner Ankunft in Coro jedoch bereits am Fieber gestorben war, führte der Welsersche Generalkapitän Philipp von Hutten den Zug ins Landesinnere an. Bei ihrer Rückkehr an die Küste im Mai 1546 wurden Hutten und Welser, gemeinsam mit zweien ihrer spanischer Begleiter, von Juan de Carvajal, der sich inzwischen mittels gefälschter Papiere zum Gouverneur Venezuelas aufgespielt hatte, ermordet. Welche Rolle Bartholomäus Welser in Venezuela genau spielen sollte, ist heute unklar. Belegt ist lediglich, dass er vor Beginn der Expedition im August 1541 den Rang eines Hauptmanns bekleidete, offenbar ohne zuvor eine militärische Ausbildung genossen zu haben.